# Євдокимова Наталія Віталіївна
Ната́лія Віта́ліївна Євдоки́мова (17 березня 1978) — українська й російська бігунка на середні дистанції.

## Життєпис
Народилася 1978 року в Кіровоградській області. Почала займатися бігом під керівництвом тренера В. К. Іванця, згодом була підопічною В. І. Морозова.
Заявила про себе на міжнародній арені у сезоні 1996 року — увійшла до складу української національної збірної та виступила на юніорській світовій першості у Сіднеї. У фіналі бігу на 800 метрів фінішувала восьмою.
1997 року здобула перемогу в бігу на 1500 метрів на юніорській європейській першості в Любляні.
1998 року переїхала на постійне проживання до Санкт-Петербурга і прийняла російське громадянство. Закінчила Університет імені Лесгафта.
Чемпіонка Росії з легкої атлетики.